# 松井友里絵
松井 友里絵（まつい ゆりえ、1988年4月6日 - ）は東京都出身のタレント・ファッションモデルで、アイドルユニット「キャナァーリ倶楽部」の元メンバー。血液型B型。

## 略歴
- 2007年3月3日、キャナァーリ倶楽部でインディーズデビュー。
- 2011年5月2日、キャナァーリ倶楽部を卒業[1]。

## 人物
- 特技：ダンス、料理
- 趣味：料理、ネイルアート、ヘアメイク
- 好きな食べ物：焼肉、アボカド料理
- 好きな色：緑
- 好きな数字：11
- 得意な料理：ハンバーグ、チーズケーキ
- 得意な楽器：ギター、ハーモニカ、ピアノ
- 最終学歴：青山学院女子短期大学卒業
- 家族：両親、姉、兄[2]
- 2012年頃よりモデルとして活動をしている仲嶺梨子と出身、生年月日、出身大学などが同じである。

## 出演

### 舞台
- 『流れ星のララバイ／Happy3 Festival』（2001年8月1日 - 5日、主催：フジテレビジョン・ニッポン放送）
- 櫻の園（2007年6月24日 - 7月1日、青山円形劇場）
- つんく♂THEATER
  - 第四弾『あぁ 女子合唱部〜栄光のかけら〜』（2007年9月22日 - 24日） - 青山こずえ役
  - 第五弾『青春グラフィティ〜ねえ お姉さん〜』（2008年1月2日 - 14日） - 加賀見先生役
  - 第六弾『あぁ 女子合唱部〜栄光のかけら2008〜』（2008年9月13日 - 15日） - 本山はるか役
  - 第七弾『ヒーローの事情』（2009年1月10日 - 12日） - 葛城博士（葛城ルイ）役
  - 第八弾『スターはつらいよ』（2010年1月9日 - 11日） - 結城彩香役
  - 第九弾～めちゃモテ劇場～「めちゃモテ委員長VSめちゃモテ反対委員会ですわっ!」（2011年1月6日 - 10日、六行会ホール） - MM学園 合唱部 OG まっちゃん 役
- TWIN-BEAT プロデュース
  - 『アロマ』（2009年3月18日 - 22日） - 楠本美沙子役、高田あゆみとダブルキャスト
  - 『ソウガ』（2009年10月10日 - 18日） - ユズハ・シズク役
- ホープで温泉きのこ『馬鹿のヒットパレード2010 うずまきまき～僕らの抱える煩悶する事象と2,3の猛烈な妄想～』（2010年2月23日 - 28日） - オムニバスコメディー
- トライフルエンターテイメント プロデュース 『空飛ぶツチノコ』（2010年5月12日 - 16日） - 池畑麗子役

### その他
- Berryz工房『ヒロインになろうか!』（2011年3月2日発売） - コーラス参加[3]